# Список эпизодов телесериала «Портал юрского периода»
Список серий сериала Первобытное (Портал юрского периода, параллельный мир).

## Первый сезон
| Серия   | Сценарист                | Режиссёр   | Существа                                                                                                 | Дата премьеры | Описание |
| ------- | ------------------------ | ---------- | --- | ------------- | --- |
| Серия 1 | Адриан Ходжес            | Цилла Вэр  | - Горгонопсид - Скутозавры - Целурозаврав - Аммонит                                                      | 10/02/07      | В лесу Дина появляется аномалия в пермский период. Через неё проходит скутозавр, целурозавр и горгонопсид. Скутозавр возвращается в аномалию. Ник Каттер и Тим Рэйн проникают в аномалию и возвращаются обратно. В конце серии Ник находит первое послание от Хелен — живого аммонита… Первое появление Ника Каттера, Стивена Харта, Коннора Темпла, Эбби Мэйтленд, Клаудии Браун, Джеймса Лестера, Тима Рейна и Хелен Каттер.                                                         |
| Серия 2 | Адриан Ходжес            | Цилла Вэр  | - Гигантская губоногая многогожка (признанная Коннором артроплеврой) - Гигантские фаланги - Целурозаврав | 17/02/07      | В лондонском метро открывается аномалию в каменноугольный период, через которую проникают гигантские арахноиды и многоножка. Стивен получает смертельный укус. Кто сможет его спасти? Первое появление Тома и Дункана. |
| Серия 3 | Адриан Ходжес            | Цилла Вэр  | - Мозазавр - Гесперорнисовая птица - Птерозавр - Целурозаврав                                            | 24/02/07      | Открываются тройные аномалии в меловой период, через которые проникают мозазавр и гесперорнис. Каттер проходит через аномалию, наблюдает птерозавров и гесперорнисов, встречает Хелен… Первое появление Хелен Каттер. |
| Серия 4 | Ричард Курти и Бэв Доуль | Джэми Пейн | - Дронты (додо) - Паразит - Целурозаврав                                                                 | 03/03/07      | Хелен скрывается, пройдя через очередную аномалию. Положение усложняется появлением группы додо, инфицированных опасным доисторическим паразитом… Последнее появление Тома. |
| Серия 5 | Крис Лэнг                | Джэми Пейн | - Птеранодон - Анурогнаты - Целурозаврав                                                                 | 10/03/07      | Начинаются новые нападения на людей, вызванных существами из аномалий. Все считают, что виной инцидентов является гигантский летающий ящер птеранодон, но Ник и Стивен выясняют, что за этим стоят другие ужасные существа… |
| Серия 6 | Адриан Ходжес            | Джэми Пейн | - Хищники из будущего - Целурозаврав - Скутозавры - Горгонопсид                                          | 17/03/07      | Аномалия в пермский период снова активна. Но очередную угрозу представляет существо не из прошлого. Ник Каттер и его команда предстают перед лицом ужасных потомков современных летучих мышей из будущего. Хелен вызывается помочь команде, но на самом деле хочет использовать экспедицию в пермский период для своих целей. По возвращении из прошлого Ник обнаруживает, что Клаудия исчезла и никто не помнит её. Что же случилось? Последнее появление Тима Рэйна и Клаудии Браун. |

## Второй сезон
| Серия   | Сценарист               | Режиссёр   | Существа | Дата премьеры | Описание |
| ------- | ----------------------- | ---------- | --- | ------------- | --- |
| Серия 1 | Адриан Ходжес           | Джэми Пейн | - Дромеозавры | 12/01/08      | К своему удивлению, Ник обнаруживает, что из-за изменений, сделанных им в прошлом, появился целый Центр Исследования Аномалий. Тем временем в торговом центре открывается аномалия, ведущая в меловой период, через которую появляются жуткие плотоядные динозавры — дромеозавры. Также оказывается, что Клаудия Браун не совсем исчезла… Первое появление Оливера Лика и Дженни Льюис.                                                                                  |
| Серия 2 | Адриан Ходжес           | Эндрю Ганн | - Птеранодон - Докембрийские черви (гигантские оттои) - Целурозаврав | 19/01/08      | В офисе пожарной бригады открывается аномалия, через которую проникают гигантские плотоядные докембрийские черви. Тем временем, в квартиру Стивена проникает Хелен. Каттер, Стивен, Коннор и Эбби отправляются в офис пожарной бригады. Команду сопровождает новое должностное лицо — пиарщица Дженни Льюис. Каттер обнаруживает, что Дженни — перевоплотившаяся Клаудия Браун. А у Коннора появляется новая подозрительная знакомая. Первое появление Кэролайн Стайэлз. |
| Серия 3 | Ричард Курти и Бэв Дойл | Джэми Пейн | - Смилодон | 26/01/08      | Коннор создаёт Детектор аномалий — прибор, который должен помочь в поиске аномалий, но многие относятся в этому скептически. Тем временем в развлекательном парке начинаются странные исчезновения людей, виной которым очередное доисторическое чудовище… |
| Серия 4 | Кэмером МакАллистер     | Джэми Пейн | - Тюленеобразные существа из будущего - Акула из будущего - Целурозаврав | 02/02/08      | Детектор аномалий срабатывает. На месте, где должна находиться аномалия, произошло похищение подростка, в котором обвиняют существ из аномалии. Выясняется, что эти чудовища из будущего, и сейчас скрываются в Темзе. Команде удаётся спасти Дженни от зубов акулы из будущего. Но, как оказывается, акула — не виновник похищения. Положение осложняется тем, что таинственные существа похищают Эбби…                                                                 |
| Серия 5 | Бэн Курт и Каролина Айп | Эндрю Ганн | - Силурийский телифон - Эоартроплевра - Целурозаврав | 09/02/08      | Маленькая девочка, ища потерявшуюся собаку, набредает на очередную аномалию и попадает в силурийский период. Каттер и Стивен отправляются в аномалию, чтобы спасти девочку, но, когда они её находят, аномалия закрывается. Положение усложняется появлением огромных доисторических скорпионоподобных хищников… |
| Серия 6 | Пол Корнэлл             | Ник Мёрфи  | - Колумбийский мамонт - Хищник из будущего - Целурозаврав (в конце) - Дромеозавры (в конце) - «Артроплевра» (в конце) - Тюленеобразные существа из будущего (в конце) - Силурийский телифон (в конце) - Скутозавры (в конце) - Смилодоны (в конце) | 16/02/08      | На магистрали M25 открывается аномалия, через которую проникает колумбийский мамонт. Команде предстоит унять разбушевавшегося зверя, а также выявить на чистую воду Оливера Лика, который оказался предателем и вместе с Хелен хочет использовать положение в своих целях. |
| Серия 7 | Адриан Ходжес           | Ник Мёрфи  | - Хищники из будущего - Целурозаврав - Дромеозавры - «Артроплевра» - Тюленеобразные существа из будущего - Силурийские телифоны - Скутозавры - Смилодоны                                                                                           | 23/02/08      | Герои оказываются в плену у Оливера Лика. Выясняется, что Кэролайн работала на Лика, который благодаря Хелен собрал коллекцию существ из прошлого и из будущего и собирается использовать их в своих целях… Последнее появление Оливера Лика, Стивена Харта и Кэролайн Стайэлз. |

## Третий сезон
| Серия    | Сценарист                    | Режиссёр           | Существа | Дата премьеры                                  | Описание |
| -------- | ---------------------------- | ------------------ | --- | ---------------------------------------------- | --- |
| Серия 1  | Стив Бэйли                   | Тони Митчелл       | - Пристихампс - Целурозаврав - Хищник из будущего (в конце во флэшбеке Хелен) - Птицы из будущего (в конце во флэшбеке Хелен промелькнули на фоне) | 23/03/09 (Германия); 28/03/09 (Великобритания) | В Британском музее открывается аномалия, через которую проникает доисторический крокодил пристихампс. Команде, к которой присоединился новый ответственный за безопасность — Капитан Бэккер, предстоит утихомирить ящера. В этом им должна помочь Сара Пэйдж — работница музея. А Лестеру предстоит столкнуться с другой опасностью — правительственной чиновницей Кристин Джонсон. Первое появление Сары Пэйдж, Капитана Бэккера и Кристин Джонсон. |
| Серия 2  | Джеймс Морэн                 | Цилла Вэр          | - Камуфляжный зверь (гремлин) | 30/03/09 (Германия); 04/04/09 (Великобритания) | Вместе с Сарой Ник находит способ предсказывать место и время появления аномалий. Коннор, Эбби и Дженни должны проверить гипотезу Ника. Ник оказывается прав и герои встречают очередное ужасное существо… А в ЦИА проникает человек Хелен Каттер. Первое появление Дэнни Куина. |
| Серия 3  | Майк Куллен                  | Тони Митчелл       | - Дииктодоны | 06/04/09 (Германия); 11/04/09 (Великобритания) | В городской больнице появляется аномалия, сквозь которую проходит стая мелких звероящеров дииктодонов и команда отправляется на их ликвидацию. К операции примешивается назойливый журналист, который хочет добыть сенсацию и спасти свою карьеру. Тем временем Хелен проникает в ЦИА и начинает воплощать свои грозные планы, связанные с таинственным артефактом из будущего… Последнее появление Ника Каттера. |
| Серия 4  | Пол Мозли                    | Марк Эверест       | - Хищник из будущего - Гиганотозавр - Велоцираптор                                                                                                 | 18/04/09                                       | Кристин Джонсон проводит эксперимент по контролю над аномалиями и пытается ввести команду в заблуждение… Тем временем в аэропорту открывается аномалия, через которую выбирается огромный плотоядный динозавр — гиганотозавр. Но, помимо этого, появляется ещё одна проблема, требующая устранения — парочка журналистов, которые пытаются помешать операции, не подозревая об опасности, которой они подвергают всё человечество… |
| Серия 5  | Катерина Листрум и Пол Мозли | Тони Митчелл       | - Грибок из будущего - Дииктодоны. | 25/04/09                                       | Кристин Джонсон пытается найти пропавший артефакт из будущего в Центре Исследования Аномалий. Агрессивный грибок из будущего заражает двух людей. |
| Серия 6  | Пол Фаррэлл                  | Цилла Вэр          | - Титанисы - Целурозаврав | 02/05/09                                       | Коннор открывает секрет артефакта, а Дэнни и Бэккер посредством проверки безопасности узнают, что за ними следят из ведомства Джонсон. Кристин Джонсон «захватывает» ЦИА, а Дэнни, Эбби, Коннор и Сара прячутся в безопасном месте Лестера (секретный объект Минобороны), где возникает аномалия, откуда появляются хищные птицы титанисы. В это время брат Эбби, Джек, проигрывает Рекса в карты... |
| Серия 7  | Эндрю Раттенбери             | Ричард Карсон Смит | - Дракорекс - Целурозаврав | 09/05/09                                       | Из средневековой Британии в будущее попадает рыцарь сэр Уильям и дракорекс, на которого он охотится, принимая за дракона. Команде приходится разделиться, чтобы найти Уильяма и динозавра, а Рекс выставляется на интернет-аукцион. |
| Серия 8  | Кэмирон МакАллистер          | Ричард Карсон Смит | - Хищники из будущего - Мегоптераны и их личинки - Дииктодон - Птицы из будущего (промелькнули на фоне)                                            | 16/05/09                                       | На автодроме открывается аномалия в будущее. Брат Эбби похищает у сестры детектор и оказывается в будущем. Дэнни, Бэккер, Эбби и Коннор направляются спасать Джека. |
| Серия 9  | Пол Фаррэлл                  | Мэттью Томпсон     | - Эмболотерии - Хищник из будущего - Дииктодоны - Целурозаврав                                                                                     | 23/05/09                                       | Военные Кристин Джонсон привезли женщину из будущего, но никто не знает, кто она и зачем ей нужно попасть в ЦИА. Дэнни похищает женщину и приводит в центр, где выясняется что это Хелен Каттер. Попутно Эбби, Коннор, Сара и Бэккер пытаются спасти людей от очередного нашествия доисторических зверей. Последнее появление Кристин Джонсон. |
| Серия 10 | Стив Бэйли                   | Мэттью Томпсон     | - Мегоптераны - Хищники из будущего - Дейнонихи - Птеранодоны - Австралопитеки - Птицы из будущего (промелькнули на фоне)                          | 06/06/09                                       | Дэнни, Эбби и Коннор следуют за Хелен Каттер в будущее, и далее в прошлое к месту 333, где были найдены первые гоминиды, прародители человека. Эбби и Коннор застревают в меловом периоде, застигнутые дейнонихами. Дэнни же следует за Хелен в плиоцен, где, как выясняется, уже существует много особей наших гоминидных предков австралопитеков, что препятствует осуществлению коварного плана Хелен. Преследовавший Куина дейноних убивает Хелен. Аномалия из плиоцена закрывается, и Дэнни также застревает в прошлом. Последнее появление Хелен. |

## Четвёртый сезон
| Серия   | Сценарист                | Режиссёр     | Существа                                                   | Дата премьеры  | Краткое описание |
| ------- | ------------------------ | ------------ | ---------------------------------------------------------- | -------------- | --- |
| Серия 1 | Пол Мозли                | Марк Эверест | - Спинозавр - Дракорекс - Дейноних - Рыба мелового периода | 1 января 2011  | Эбби и Коннор возвращаются из прошлого. За ними следует спинозавр.Первое появление Мэтта Эндерсона, Филиппа Бёртона, Джес Паркер и Гидеона. |
| Серия 2 | Стив Бэйли               | Марк Эверест | - Капрозух - Колумбийский мамонт - Целурозаврав            | 2 января 2011  | Дункан, старый друг Коннора, обнаруживает в доках капрозуха. Команда преследует его в порту. |
| Серия 3 | Дэбби Оатес              | Цилла Вэр    | - Древесные динозавры - Целурозаврав                       | 8 января 2011  | Через аномалию проходят две женщины и мужчина. За ними следует пара опасных древевсных динозавров. Первое появление Итана и Эмили. |
| Серия 4 | Пол Герстенбергер        | Цилла Вэр    | - Тероцефалы - Целурозаврав - Колумбийский мамонт          | 15 января 2011 | В школе появляется аномалия, через которую проходят тероцефалы. Учитель и школьница становятся жертвами рептилий. |
| Серия 5 | Джон Фей и Адриан Ходжес | Роберт Куин  | - Koolasuchus                                              | 22 января 2011 | В городке на побережье пропадает турист, который якобы искал «огромного червя» — местную легенду. Подозрительные местные жители и тайные исчезновения наводят команду на след лабиринтодонта. |
| Серия 6 | Мэтью Паркхилл           | Роберт Куин  | - Гиенодоны                                                | 29 января 2011 | Приехав на сигнал аномалии, команда оказывается в огромном особняке, где на следующей день состоится свадьба их бывшей сотрудницы Дженни Льюис. Всю вечеринку портит стая гиенодонов. Последнее появление Гидеона. |
| Серия 7 | Пол Мозли                | Марк Эверест | - Титанис                                                  | 5 февраля 2011 | В музее-тюрьме загадочно исчезает один из группы туристов. На месте команда не обнаруживает никаких признаков вторжения. Коннор обнаруживает неспособность закрыть аномалию, из которой внезапно появляется титанис и также внезапно исчезает. Вскоре из аномалии появляется Дэни Куин. Коннору предстоит выяснить, почему появляются аномалии-клоны, а остальной команде - обезвредить птицу и поймать Итана, который впоследствии сбегает из ЦИА в плиоцен, куда за ним следует его брат Дэнни. Эмили уходит в своё время - 1867 год. Коннор, сам того не зная, становится соучастником катастрофы, которая в скором времени может погубить человечество. На этой трагической ноте заканчивается четвертый сезон. |

## Пятый сезон
| Серия   | Сценарист                  | Режиссёр     | Существа | Дата премьеры     | Описание |
| ------- | -------------------------- | ------------ | --- | ----------------- | --- |
| Серия 1 | Крис Лэнг                  | Марк Эверест | - Гигантское роющее насекомое                                                                                      | 24 мая 2011 (США) | Группа из ЦИА выезжает на место трагедии, где под землёй пропал рабочий. Филипп вводит Коннора в проект "Новый рассвет", который заключается в том, что из аномалий будут извлекать энергию, которому назначен помощник - Эйприл. Коннор присоединяется к команде для выслеживания роющего жука из будущего, попадает к ним в плен и доставляется в гнездо. Его спасает Мэтт, который впоследствии обнаруживает своё происхождение в будущем и свою миссию по предотвращению катастрофы и просит Эбби помочь ему. Первое появление Эйприл. |
| Серия 2 | Стив Бэйли                 | Роберт Куин  | - Лиоплевродоны - Плавающий теропод                                                                                | 31 мая 2011 (США) | Подлодка ВМС Британии сталкивается с аномалией в Северном море. Мэтт, Эбби и Коннор доставляются на лодку, чтобы закрыть аномалию, однако все они оказываются в море юрского периода из-за повреждённого плиозавром винта. Вокруг судна кружит стая плиозавров, а внутри самой подлодки находится раптор. Адмиралтейство хочет закрыть аномалию, нанеся по ней ядерный удар. В конце Эбби открывает Мэтту, что она сделала некоторые исследования о том, что случилось с Эмили.                                                            |
| Серия 3 | Пол Мозли и Гэби Ашер      | Роберт Куин  | - Дейноних | 7 июня 2011       | Открывается новая аномалия - на этот раз в галерее. Команда (без Коннора) сталкивается с дейнонихом, который, как выяснится позже, пришёл из 60-х годов XIX века. Вслед за хищником отправляется Мэтт, где сталкивается с Эмили и пытается её спасти и от хищника, и от мужа, который хочет упрятать свою жену в сумасшедший дом. Коннор же вместе с Эйприл со второй попытки создаёт аномалию. |
| Серия 4 | Хелен Рейнор               | Роберт Куин  | - Жуки из будущего - Целурозаврав                                                                                  | 14 июня 2011      | Через аномалию в ЦИА, которую Коннор открыл посредством нового изобретения, просачиваются мелкие жуки из будущего. Пока команда борется за выживание,один из жуков укусил Джесс и она впадает в беспамятство. Коннор обнаруживает, что Филипп собирался уничтожить ЦИА с командой внутри и что он связан с Хелен Каттер. |
| Серия 5 | Майкл А. Уокер             | Цила Вэр     | - Тираннозавр - Колумбийский мамонт - Докембрийские черви - Капрозух - Анурогнаты - Древесный динозавр - Спинозавр | 21 июня 2011      | Начинается конвергенция аномалий - множество аномалий открывается по всему миру. Многие подвергаются нападению выбирающихся оттуда существ. Тем временем Филипп запускает машину, способную открыть аномалию, из которой он планирует получать энергию. Команде необходимо его остановить. Коннор проваливается сквозь аномалию на электростанции в будущее. Последнее появление Эйприл |
| Серия 6 | Стив Бэйли и Адриан Ходжес | Цила Вэр     | - Мутировавшие хищники из будущего                                                                                 | 28 июня 2011      | Мэтт и Эбби спасают Коннора от мутировавших хищников из будущего. После того как по стране прокатывается сильнейшая электромагнитная волна, в центре открывается аномалия в будущее Мэтта и оттуда выходят хищники. Филипп, узнав, что Хелен Каттер его использовала, жертвует собой и уничтожает электростанцию со всем в ней находящимся кроме аномалии, которую теперь необходимо как-то уничтожить. В конце серии Мэтт встречает своего двойника, который просит его "вернуться". Последнее появление Филиппа Бёртона.                 |